# Stille Hilfe
La Stille Hilfe für Kriegsgefangene und Internierte (en français « Aide silencieuse pour les prisonniers de guerre et les internés ») est une organisation d’entraide fondée en 1951 par la princesse Hélène-Élisabeth d'Isembourg (1900-1974) au profit des criminels de guerre nazis arrêtés, condamnés ou en fuite.
Dès 1946, des collaborateurs, qui allaient par la suite également devenir ouvertement actifs au sein de Stille Hilfe, soutinrent la fuite de criminels nazis recherchés au travers de filières d’exfiltration essentiellement à destination de l’Amérique latine. Ces filières furent nommées par les Alliés, les rat lines. Ainsi Adolf Eichmann, Johann von Leers, Walter Rauff et Josef Mengele purent gagner l’Argentine. En outre, ces collaborateurs travaillèrent étroitement avec l’évêque Alois Hudal à Rome. En 1949, l’évêque auxiliaire Johannes Neuhäusler et l’ex-évêque évangélique Theophil Wurm fondèrent l’organisation Christliche Gefangenhilfe (aide chrétienne aux prisonniers).

## Fondation
Alors que les chefs initiaux du futur mouvement avaient déjà créé depuis longtemps un réseau actif, une association d’utilité publique fut créée, au premier chef pour faciliter la récolte de dons. Le 7 octobre 1951, l’assemblée fondatrice eut lieu à Munich et le 15 novembre 1951 l'association fut inscrite au registre des sociétés de la ville bavaroise de Wolfratshausen. La princesse Hélène-Élisabeth d'Isembourg, qui devait permettre l’intégration de l’association grâce à ses relations au sein de la haute noblesse et des cercles conservateurs de la grande bourgeoisie ainsi que dans l’église catholique, en fut élue présidente. En outre, parmi les membres fondateurs figuraient non seulement d’éminents représentants des Églises comme l’ex-évêque de l’Église évangélique pour le Wurtemberg Theophil Wurm et l’évêque auxiliaire catholique de Munich Johannes Neuhäusler, mais aussi d’anciens fonctionnaires de haut rang du Troisième Reich comme l’ancien Standartenführer SS et chef de division du Reichssicherheitshauptamt (RSHA), Wilhelm Spengler, et l'Obersturmbannführer Heinrich Malz, qui était le responsable personnel d’Ernst Kaltenbrunner.

## Objectifs et activité jusqu’au milieu des années 1950
La princesse d’Isembourg expliqua ses objectifs de la façon suivante : 

« Au début de son activité, la Stille Hilfe a essentiellement pris en charge les besoins des prisonniers de guerre et des internés privés de tout droit. Par la suite, son attention s’est portée sur les accusés et internés dans le cadre des procès ayant fait suite à la guerre, qu’ils soient emprisonnés dans les prisons des vainqueurs ou dans des maisons de peine allemandes. »

Dès le départ, les procès des criminels de guerre et les procès qui s’ensuivirent furent diffamés comme constituant une justice des vainqueurs en vue de mobiliser l’opinion publique et de préserver les accusés et les condamnés de l’exécution effective de la peine de mort.
Au travers de campagnes de presse, d’écrits personnels, de pétitions, de discours, de lettres ouvertes et de bien d’autres moyens, les criminels nazis furent en règle générale présentés comme des victimes innocentes, de purs exécutants et souvent aussi comme des croyants sincères, contraints de subir une injustice amère du fait de la justice du vainqueur.
Comme la princesse d’Isembourg se préoccupa avant tout des criminels nazis condamnés à mort et enfermés dans la prison de Landsberg, elle fut non seulement surnommée la mère des Landsbergeois, mais elle se décrivait elle-même ainsi, de façon à faire apparaître au premier chef la Stille Hilfe comme une association caritative.
L’aide juridique destinée aux criminels de guerre internés fut au départ organisée essentiellement par l’avocat Rudolf Aschenauer (de), qui rédigeait et déposait également des recours en grâce ou en révision. En outre, l’association payait également des allocations de vacance, de licenciement et de Noël aux prisonniers et soutenait aussi leurs familles. De plus, les activités de la Stille Hilfe ne se limitait pas seulement à l’humanitaire mais elle poursuivait également un objectif à idéologie passéiste et révisionniste.
La princesse d’Isembourg parvint à impliquer des cercles conservateurs et à gagner en tant que caution morale des représentants de haut rang des Églises : Theophile Wurm et Johannes Neuhäusler (1888-1973). Neuhäusler en particulier, qui sous les nazis n’avait pas seulement été détenu par la Gestapo, mais avait été emprisonné au camp de concentration de Dachau en tant que prisonnier, était pour la Stille Hilfe d’une grande importance sur le plan des relations publiques. Les motifs de l’évêque se situaient toutefois beaucoup moins dans une identification volontaire avec les criminels nazis mais plutôt dans un effort de réconciliation avec le passé et de re-création de la société d’après-guerre en Allemagne. Il expliqua notamment qu’il voulait « rembourser les mauvaises choses avec des bonnes ».
Par ailleurs tant la princesse d’Isembourg que l’avocat Aschenauer entretinrent avant tout des relations avec les organisations d’anciens SS et au cercle construit autour de Werner Naumann, qui purent déjà se former en partie dans les camps de prisonniers constitués par les Alliés. La Princesse von Isenburg fit intervenir pour ses actions toute une série d’organisations et d’associations, comme la Arbeitsgemeinschaft zur Rettung der Landsberger Häftlinge (association des travailleurs pour le sauvetage des détenus de Landsberg), qui étaient à l’origine financées par les Églises.

## Activités jusqu’à nos jours
Après que les Églises se sont largement retirées de la Stille Hilfe en 1958, au moment de la fin des grands procès relatifs aux crimes de guerre et de la mise en liberté des derniers criminels nazis détenus à Landsberg, l’association s’oriente quasiment exclusivement vers l’ancienne droite.
Dans les années qui suivent, la Stille Hilfe agit plutôt dans la clandestinité au sein d’un étroit réseau en compagnie d’organisations révisionnistes et d’éminents défenseurs de la thèse du mensonge d’Auschwitz comme Thies Christophersen et Manfred Roeder et travaille avec des organisations ou des personnes liées à ces cercles (par exemple Florentine Rost van Tonningen ou Léon Degrelle) à l’étranger. En même temps, elle entretient des contacts avec des politiciens conservateurs comme Franz Josef Strauß, Theodor Oberländer, Jörg Haider et probablement aussi Alfred Dregger, bien que pour ce dernier il n’existe pas de preuves concrètes.
Grâce à des héritages substantiels et à des dons réguliers, l’association dispose depuis sa fondation jusqu’à présent de moyens financiers considérables. Comme elle ne publie pas ses comptes annuels, on ne peut qu’évaluer ses revenus : les seuls dons (à l’exclusion des héritages) auraient représenté, au moins jusqu’à la fin des années 1990, des recettes annuelles de 60 000  à   80 000  €.
La Stille Hilfe soutient les accusés dans le procès de Majdanek tenu à Düsseldorf, par exemple l’ancienne gardienne Hildegard Lächert (« Brigitte la Sanglante ») et, plus tard, notamment Klaus Barbie, Erich Priebke et Josef Schwammberger — qui fut de 1942 à 1944 le commandant des camps de travail polonais de Przemyśl et Rozwadow. Il existe une incertitude quant au fait de savoir si la Stille Hilfe a pris part à la libération de Herbert Kappler d’une prison romaine en 1977.
Après la princesse d’Isembourg qui exerça la présidence jusqu’en 1959, l’association fut présidée par les anciennes dirigeantes du Bund Deutscher Mädel Gertrude Herr et Adelheid Klug. À partir de 1992, la présidence est exercée par Horst Janzen, qui en était précédemment le commissaire aux comptes et qui assiste au procès de Majdanek à Düsseldorf en tant que rapporteur et observateur pour le compte de l’association. De nos jours, l’association compte environ 40 membres et ce nombre est en diminution. Les contacts existants avec la Hilforganisation für nationale politische Gefangene (association d’aide aux prisonniers politiques nationaux), une association d’extrême droite, se sont intensifiés de façon à assurer une continuité.
À dater de 1976, l’association a son siège à Bremen-Osterholz. Il est ensuite déplacé en 1989 à Rotenburg (Wümme) et se situe depuis 1992 à Wuppertal. En 1993-1994, se tient au Bundestag un débat sur le caractère d’utilité publique des associations radicales de droite révisionnistes. L’administration allemande des Finances exerce des contrôles. En définitive, le Bundesfinanzhof décide en novembre 1999 que la Stille Hilfe doit se voir retirer son agrément comme organisme d’utilité publique.
Depuis des années, la Stille Hilfe dispose d’une figure de proue éminente, Gudrun Burwitz, la propre fille d’Heinrich Himmler ; souvent surnommée par ses membres Püppi, elle est une idole de l'association et de ceux qui gravitent dans son orbite. Lors de réunions de ces cercles d’extrême droite comme celle du Ulrichsberg en Autriche, elle apparaît en même temps comme vedette et autorité sur les questions traitées. Gudrun Burwitz s’est engagée au cours des dernières années de façon intensive en faveur des criminels nazis.
Ceci apparaît de façon particulièrement claire dans le cas d’Anton Malloth. Malloth, qui a vécu près de 40 ans dans la ville italienne de Mérano sans être inquiété, est extradé d’Italie vers l’Allemagne en 1988. Il n'est toutefois condamné pour ses actes en tant que contrôleur du camp de concentration de Theresienstadt qu’en 2001, par un tribunal de Munich, à la réclusion à perpétuité. Pour cela, il a fallu que le parquet fédéral de Munich reprenne la procédure engagée par le parquet fédéral de Dortmund qui l’avait laissée traîner en longueur. De 1988 à 2000, Malloth a vécu à Pullach, au sud de Munich. Gudrun Burwitz lui a trouvé sur place, par l’entremise de la Stille Hilfe, une chambre dans une maison de retraite de haut standing qui, ironiquement, était construite sur une parcelle de terrain qui, à l’époque du Troisième Reich, avait appartenu au dauphin de Hitler, Rudolf Hess. Lorsqu’il apparut à la fin des années 1990 que l’administration de la sécurité sociale (et donc l’argent des contribuables allemands) a en grande partie financé les frais de séjour de Malloth dans cette maison, une vague de critiques submerge les médias, y compris à l’égard de la participation de Gudrun Burwitz, dans cette affaire.
Celle-ci déclare au Daily Mail : « Je ne parle jamais de mon travail. Je fais juste ce que je peux, quand je le peux. »